# Carnival Ecstasy
Die Carnival Ecstasy (dt. Ekstase) war ein im Jahr 1991 in Dienst gestelltes Kreuzfahrtschiff der Fantasy-Klasse der Reederei Carnival Cruise Line. Es bot den Urlaubern unter anderem drei Pools, Whirlpools, diverse Restaurants, Diskotheken, ein Kasino und zollfreie Einkaufsmöglichkeiten.

## Geschichte

### Bau und Indienststellung
Die Carnival Ecstasy entstand unter dem Namen Ecstasy auf der finnischen Werft Kvaerner Masa Yards in Helsinki mit der Baunummer 480 als zweites Schiff der Fantasy-Klasse. Die Flutung des Baudocks erfolgte am 21. Oktober 1989 und am 18. April 1991 konnte das Schiff an den Eigner abgeliefert werden. Die Taufpatin der Ecstasy war Kathie Lee Gifford.

### Einsatz
Die Ecstasy wurde ab ihrer Indienststellung für Kurz- und Wochenkreuzfahrten in der Karibik eingesetzt. Ab dem Jahr 2000 fuhr das Schiff unter der Flagge Panamas. Nach Verwüstungen durch den Hurrikan Katrina 2005 diente das Schiff sechs Monate lang als Wohnquartier für Flüchtlinge und Rettungskräfte. Im Jahr 2007 wurde das Schiff in Carnival Ecstasy umbenannt.
Vom 19. September 2009 bis 17. Oktober 2009 wurde die Carnival Ecstasy im Rahmen des „Evolution of Fun“-Programms umfangreich modernisiert. Unter anderem wurde eine Minigolf-Anlage eingebaut, die Kinderbereiche und die Kabinen wurden neu ausgestattet und einige Läden und Restaurants umstrukturiert. 2009 wurden ein Wasserpark für Kinder, eine Kinderbetreuung und das „Serenity“-Deck (ein kinderfreier Bereich) errichtet. Außerdem wurden 98 Kabinen mit einem Balkon ausgestattet.
Zeitweise führte die Carnival Ecstasy von Galveston in Texas aus fünf- oder sechstägige Kreuzfahrten in der westlichen Karibik durch. Zum 22. September 2011 sollte New Orleans zum neuen Basishafen des Schiffes werden.
Im Februar 2022 gab die Carnival Cruise Line den Verkauf der Carnival Ecstasy und ihrer Schwester Carnival Sensation bekannt. Beide Schiffe hatten, bedingt durch die COVID-19-Pandemie, bereits rund zwei Jahre keine Kreuzfahrten mehr absolviert. Während die Carnival Sensation keine Kreuzfahrten mehr absolvierte und im April 2022 im türkischen Aliağa zur Verschrottung eintraf, nahm die Carnival Ecstasy im März 2022 in Mobile (Alabama) als erstes Kreuzfahrtschiff in Mobile für eine letzte Saison den Betrieb wieder auf. Im Oktober 2022 beendete die Carnival Ecstasy ihre letzte Kreuzfahrt. Anschließend traf das Schiff im November 2022 im türkischen Aliağa zur Verschrottung ein. Die Carnival Ecstasy war zuletzt das älteste Schiff in der Flotte der Carnival Cruise Line.

### Zwischenfälle
Am Nachmittag des 20. Juli 1998 war die Ecstasy mit 2.565 Passagieren und 916 Besatzungsmitgliedern auf dem Weg nach Key West in Florida, als kurz nach 17.00 Uhr ein Feuer in der Waschküche ausbrach. Durch die Klimaanlage griff das Feuer auf das Ankerdeck über, wo sich Ankertaue entzündeten und starke Hitze und Rauchentwicklung verursachten. Als die Ecstasy einen Ankerplatz nördlich von Miami anlief, fielen Antrieb und Steuerung aus, sodass sie manövrierunfähig trieb. Der Kapitän forderte daraufhin weitere Schiffe der Küstenwache an, die mit sechs Schleppern anrückten, um das Feuer zu bekämpfen und das Schiff abzuschleppen. Um 21.09 Uhr wurde das Feuer von Feuerwehrkräften an Bord gelöscht. Durch das Feuer wurden 60 Personen leicht verletzt, die größtenteils Rauchvergiftungen erlitten. Die Ecstasy musste für 17 Millionen Dollar instand gesetzt werden. Bei der anschließenden Untersuchung der National Transportation Safety Board wurden nicht genehmigte Schweißarbeiten von Besatzungsmitgliedern in der Waschküche als Grund für das Feuer genannt. Flusen in den Ventilatorenschächten entzündeten sich und fehlende Sprinkleranlagen am Ankerdeck ließen den Brand erst so groß werden. Diese Fehler wurden dem Betreiber angelastet. Die Passagiere erhielten für die entstandenen Unannehmlichkeiten den vollen Preis erstattet und das Angebot, kostenlos an einer weiteren Kreuzfahrt der Reederei teilzunehmen.
Am 1. Juli 2007 beging der 18-jährige David Ritcheson Selbstmord, indem er von Deck der Carnival Ecstasy sprang. Er war ein Jahr zuvor Opfer rechtsradikaler Gewalt in den USA geworden.
Am 21. April 2010 (gegen 12.55 Uhr Ortszeit) musste das Schiff nahe der Halbinsel Yucatán im Golf von Mexiko ein Manöver fahren, um einem Objekt im Wasser auszuweichen. Dadurch geriet die Carnival Ecstasy in 12° Krängung, 60 Passagiere und ein Besatzungsmitglied wurden verletzt. Später stellte sich heraus, dass das Objekt eine abgedriftete Boje war, die von Wasser überspült nicht vom Radar entdeckt worden war. Das Schiff legte am 22. April 2010 sicher im Heimathafen Galveston an.
Am 27. Dezember 2015 (gegen 06:15 Uhr Ortszeit) kam ein Elektriker bei einem Arbeitsunfall in einem Fahrstuhlschacht ums Leben. Zwei Passagiere wurden durch Blut aufmerksam, welches die Fahrstuhltür herunterlief. Die Umstände des Todes sind bis jetzt noch unklar.